# Alizay
Alizay je francouzská obec v departementu Eure v regionu Normandie. V roce 2010 zde žilo 1 410 obyvatel.

## Vývoj počtu obyvatel
Počet obyvatel 